# Бейсенова Шарбану
Шарбану Конакбайкизи Бейсенова (каз. Шәрбану Қонақбайқызы Бейсенова) — казахська радянська письменниця, журналістка, перекладачка. Членкиня Спілки письменників Казахстану.

## Біографія
Народилася 14 жовтня 1947 року в селі Талапкер Уланського району Східноказахстанської області.
Зі срібною медаллю закінчила інтернат ім. Жамбіла в Усть-Каменогорську. У 1967 році закінчила факультет журналістики Казахського державного університету ім. Кірова.
Перші твори опубліковані в обласній газеті «Комунізм түи» (нині «Дідар»), республіканському журналі «Қазақстан әйелдері»(«Жінки Казахстану»)
У 1968—1980 рр. — літературна співробітниця, завідувачка відділом журналу «Парасат» (раніше «Мәденіет және тұрмис» («Культура та життя»)). У 1980—1997 рр. — завідувачка відділом журналу «Қазақстан әйелдері». Бейсенова працює головною спеціалісткою комітету інформації і архіву Міністерства культури, інформації та спорту Республіки Казахстан, редакторкою додатка «Кітап әлемі», газети «Казах адебієті»(укр. Казахська література)
Авторка творів: «Топжарған қиздар» (1985), «Сезімтал жүрек» («Чутливе серце»)(1988), «Тағилимди тағдирлар»(«Освічені долі»)(2002), «Сүзгенің соңғи күндері» (2008).
Ш. Бейсенова перевела казахською мовою казки Г. Х. Андерсена, роман Ж. Амаду «Капітани піщаного узбережжя», твори сучасних авторів.

## Сім'я
Одружена з Сагатом Ашімбаєвим, державним і громадським діячем, письменником, літературним критиком.
Син — Даурен (1969—1993)
Син — Маулен (нар. 1971 р), державний і громадський діяч.

## Нагороди
- Указом Президента Республіки Казахстан від 7 грудня 2010 нагороджена почесним званням «Заслужений діяч Республіки Казахстан», за внесок в казахську літературу та художні твори.
- У 1985 році нагороджена Почесною грамотою Верховної Ради Казахської РСР.

## Книги
- Бейсенова, Ш. Наречена приходить на весілля[Текст] / Ш. Бейсенова. — Алмати: Жалин, 1980. — 120 с.
- Бейсенова, Ш. Дівчата в групі [Текст]: нариси / Ш. Бейсенова. — Алмати: Жалин, 1985.– 120 с.
- Бейсенова, Ш. Чутливе серце [Текст] / Ш. Бейсенова. — Алмати: Письменник, 1988. — 160с.
- Бейсенова, Ш. Вони-моя доля [Текст]: портрет, нарис, інтерв'ю / Ш. Бейсенова. — Астана: Елорд, 2000. — 237 с.
- Бейсенов, Ш. Мізамшуак [Текст]: збірка оповідань / Ш. Бейсенова. — Алмати: Ульке, 2006. — 240 с.
- Бейсенова, Ш. Історія кохання [Текст] / Ш. Бейсенова. — Алмати: Арій, 2009 -….
- Т. 2: Історії та казки. — Алмати: Арій, 2009. — 280 с. Бейсенова, Ш. Твори [Текст] / Ш. Бейсенова. — Астана: Foliant, 2011 -….
- Т. 1: Дим рідного будинку.- Астана: Фоліо, 2011. — 464 с.

## Вірші
- Бейсенова, Ш. Місце мого друга [Текст]: вірш / Ш. Бейсенова // Жінки Казахстану. — 1967. — № 3. — Б. 13.

## Оповідання та повісті
- Бейсенова, Ш. Складний смак [Текст]: повість / Ш. Бейсенова // Поле літератури. — 2006. — 7 вересня. — Б. 6-7.
- Бейсенова, Ш. Ніжний [Текст]: повість / Ш. Бейсенова // Казахська література. — 2006. — 22-28 вересня. — Б. 8-9.
- Бейсенова, Ш. Феномен Жумакиза [Текст]: повість / Ш. Бейсенова // Жулдиз. — 2006. — № 10. — Б. 3-10.
- Бейсенова, Ш. Настрій жінки. [Текст]: повість / Ш. Бейсенова // Аружан. — 2007. — № 12. — Б. 15-17.
- Бейсенова, Ш. Загадки ночі [Текст]: розповідь / Ш. Бейсенова // Космос. — 2011. — № 6. — С. 158—165.
- Бейсенова, Ш. Останні дні фільтрування [Текст]: історія / Ш. Бейсенова // Жулдиз. — 2008. — № 12. — Б. 3-29.
- Бейсенова, Ш. Загіпа-невістка [Текст]: повість / Ш. Бейсенова; переклад А. Космухамедова // Літературний Казахстан. — 2009. — № 3. — С. 102—125.
- Бейсенова, Ш. Прощання з Судже [Текст]: повість / Ш. Бейсенова; переклад з казахського А. Жаксиликов // Аманат. — 2011. — № 4. — С. 15-52.

## Статті
- Бейсенова, Ш. Почуття в музеї [Текст]: [М. У літературно-меморіальному музеї Ауезова] / Ш. Бейсенова // Казахський університет. — 1967. — 4 липня.
- Бейсенова, Ш. Продовження традицій перших видавців журналу про Сару Єсову, Назіпу Кулжанову, Нагіму Арикову [Текст] / Ш. Бейсенова // Жінки Казахстану. — 1995. — № 9. — Б. 7-9.
- Бейсенова, Ш. Вічний дитячий образ «або роздуми про печаль сучасної трагедії [Текст]: [Про виставу Казахського державного академічного драматичного театру імені М. Ауезова» Вічний образ дитини ". Автор: Р. Муканова, режисер Б. Атабаєв] / Ш. Бейсенова // Астана акшами.- 1998. — 8 липня.
- Бейсенова, Ш. Myn tagzym, sagan kitap [Текст]: «На великому шовковому шляху» III Міжнародний ярмарок книги та поліграфії / Ш. Бейсенова // Світ книг. — 2005. — № 5. — Б. 1.
- Бейсенова, Ш. Я був розумним і турботливим [Текст]: Ашимбаєв С. про / Ш. Бейсенова // Полум'я. — 2009. — № 4. — Б. 32-36.
- Бейсенова, Ш. Жертва статті [Текст]: професор Абдіманапов А. А. про / Ш. Бейсенова // Парасат. — 2010. — № 6. — Б. 11-13.
- Бейсенова, Ш.Сүйінбике — велика степова красуня [Текст] / Ш. Бейсенова // Дами та красуні Казахського ханства. — Астана, 2015. — Б. 95-109.